# Nærbø
Nærbø is een plaats in de Noorse gemeente Hå, provincie Rogaland. Nærbø telt 5276 inwoners (2007) en heeft een oppervlakte van 2,8 km².